# Vicdessos
Vicdessos är en kommun i departementet Ariège i regionen Occitanien i södra Frankrike. Kommunen ligger  i kantonen Vicdessos som ligger i arrondissementet Foix. År 2018 hade Vicdessos 470 invånare.

## Befolkningsutveckling
Antalet invånare i kommunen Vicdessos
Referens: INSEE